# Рокас
Рокас (порт. Atol das Rocas) — атолл в Атлантическом океане, принадлежащий бразильскому штату Риу-Гранди-ду-Норти. Находится примерно в 260 км к северо-востоку от города Наталь и в 145 км к северо-западу от архипелага Фернанду-ди-Норонья.

## География

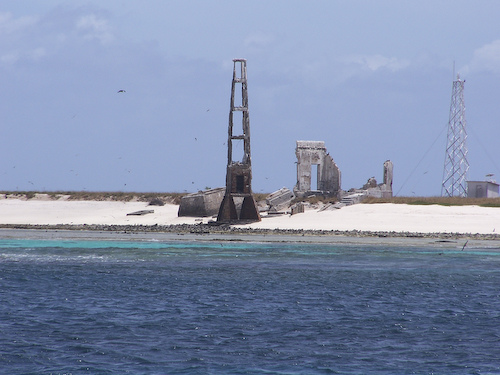
Остатки старого маяка (на переднем плане) и новый маяк (на заднем плане)

Имеет вулканическое происхождение, сформирован кораллами. Единственный атолл в южной Атлантике, один из самых небольших атоллов в мире.
Атолл имеет овальную форму, его длина примерно 3,7 км, ширина — 2,5 км. Глубина лагуны составляет 6 м, площадь — 7,1 км². Площадь двух островков атолла (Cemitério на юго-западе, Farol Cay на северо-западе) составляет 0,36 км², из них на Farol Cay приходится примерно две трети территории. Самая высокая точка — песчаная дюна на юге Farol Cay, её высота составляет 6 м. Атолл состоит в основном из кораллов и красных водорослей. Коралловое кольцо практически замкнуто, за исключением пролива шириной в 200 метров на северной стороне и гораздо более узкого пролива на западной стороне.
Оба островка поросли травой, кустарниками, на них также растут несколько пальм. На островках обитают крабы, пауки, скорпионы, песчаные блохи, жуки, а также многие виды птиц. Рядом с атоллом живут черепахи, акулы, дельфины.
Атолл является заповедной зоной, в 2001 году был признан ЮНЕСКО объектом всемирного наследия совместно с архипелагом Фернанду-ди-Норонья. Из-за своего удалённого расположения острова остаются, во многом, нетронутыми человеком. Используются только для проведения научных исследований.

## История
Был открыт в 1503 году, после кораблекрушения Гонсалу Куэлью. На острове действует маяк бразильского военно-морского флота, построенный в 1960-х годах на северном конце залива Farol. Рядом с ним расположен заброшенный маяк, построенный в 1933 году.